# Film (materiale)
In scienza dei materiali e in chimica delle superfici, il termine film, o semplicemente pellicola, indica una pellicola più o meno sottile (in genere da pochi ångström ad alcuni millimetri) di materiale che può rivestire la superficie di un manufatto, un substrato o un altro materiale.

## Esempi di film
Di seguito vengono presentati alcuni esempi di film:
- superficie di una bolla in acqua saponata;
- film di ossido sulla superficie di un metallo corroso o passivato;
- strato di zinco su un acciaio zincato;
- strato di vernice sulla superficie di un oggetto;
- film termoretraibili o estensibili in materiale plastico;
- film di Langmuir-Blodgett;
- pellicola alimentare.

## Produzione di film
Film si formano durante processi quali la corrosione e la passivazione, ed è possibile produrli grazie all'impiego di varie tecnologie (deposizione chimica da vapore, sputtering, ion plating, anodizzazione, galvanostegia ecc.) atte in questo modo a migliorare le proprietà di impiego dei materiali.

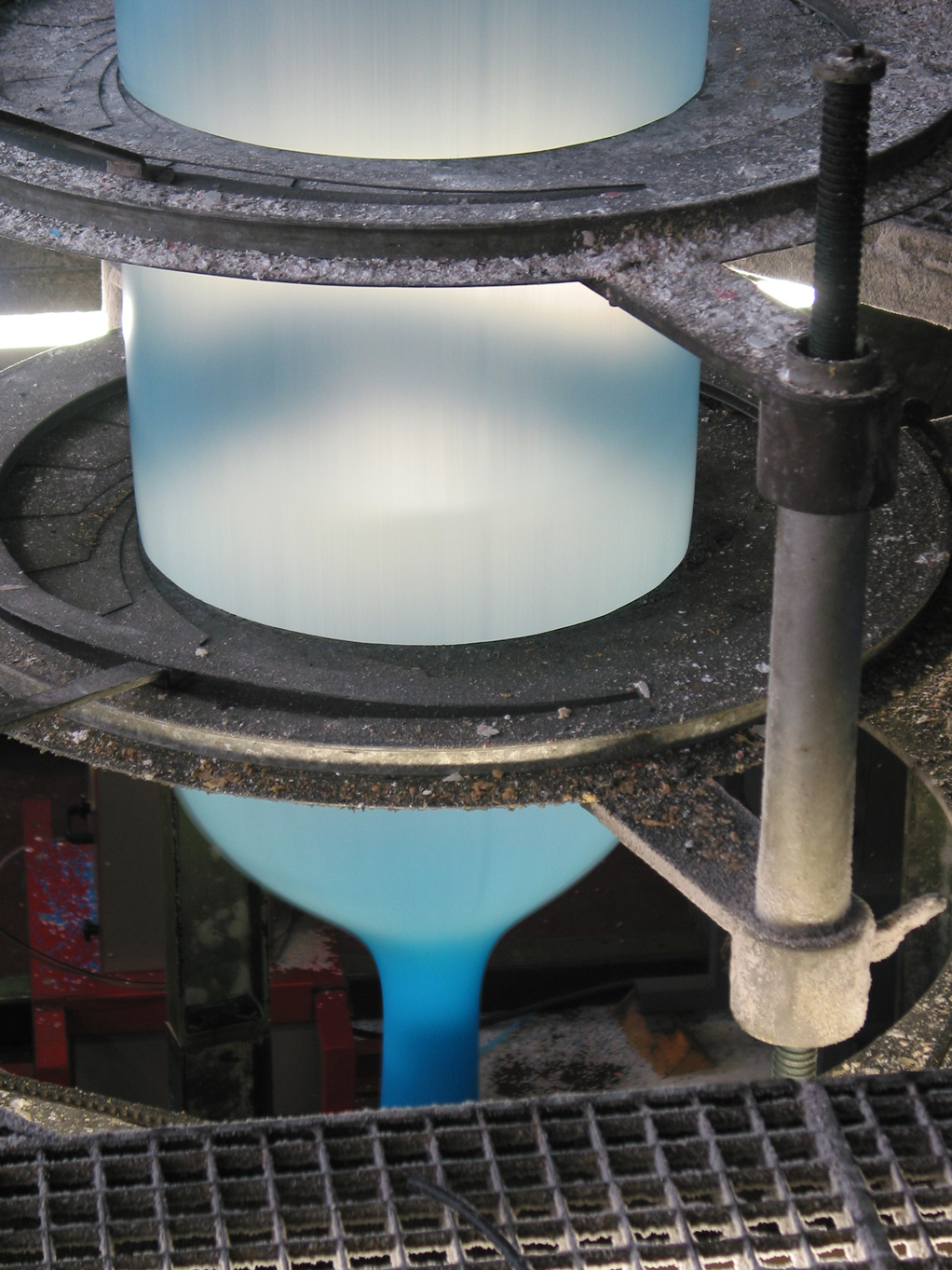
Ottenimento di un film polimerico attraverso "blow extrusion".
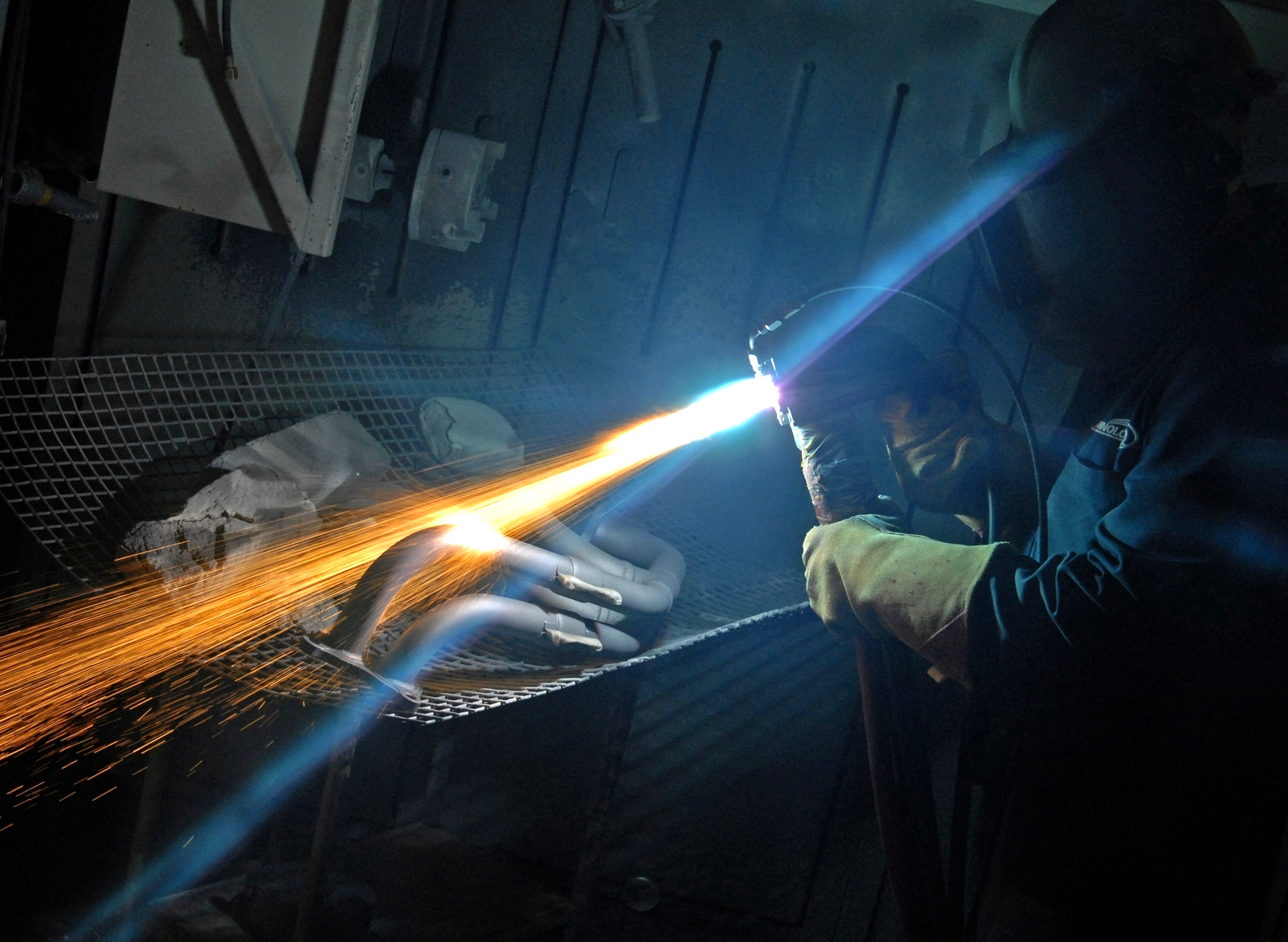
Rivestimento di un pezzo per "plasma spraying".
Rivestimento per immersione
Ricoprimento di un metallo con rame tramite galvanostegia.

## Applicazioni
Il rivestimento della superficie di un materiale con un film modifica le proprietà dell'oggetto che dipendono dalla natura e dalla struttura della superficie.
Ad esempio tramite l'utilizzo di film si può rendere un metallo resistente alla corrosione, permettere che un materiale conduca agevolmente la corrente elettrica, od ottenere l'impermeabilizzazione all'umidità e agli agenti atmosferici.